# Zaránk
Zaránk is een plaats (község) en gemeente in het Hongaarse comitaat Heves. Zaránk telt 488 inwoners (2002).